# Ultima III: Exodus
Ultima III: Exodus (ook wel Ultima: Exodus; Japans: ウルティマ3 エクソダス) is een computerspel dat werd ontwikkeld en uitgegeven door Origin Systems. Het spel werd uitgebracht in 1983 voor de Apple II, Atari (8 bit) en de Commodore 64. Het spel is een computerrollenspel en het vervolg op Ultima II: The Revenge of the Enchantress!. Het spel omvat een grote gedetailleerde stad waarbij met veel personages gesproken kan worden. Het spel wordt van bovenaf gespeeld.

## Platforms
| Jaar | Platform                            |
| ---- | ----------------------------------- |
| 1983 | Apple II, Atari 8-bit, Commodore 64 |
| 1985 | DOS, PC-88, PC-98                   |
| 1986 | Amiga, Atari ST, FM-7, Macintosh    |
| 1987 | NES                                 |
| 1988 | MSX                                 |
| 1989 | Sharp X1                            |

## Ontvangst
| Beoordeeld door                      | Platform                  | Datum | Score |
| ------------------------------------ | ------------------------- | ----- | ----- |
| Home Computing Weekly                | Commodore 64              | 1985  | 100%  |
| Computer Games                       | Atari 8 bit, Commodore 64 | 1984  | 100%  |
| Info                                 | Commodore 64              | 1984  | 100%  |
| Joker Verlag präsentiert: Sonderheft | Amiga                     | 1992  | 71%   |
| Joker Verlag präsentiert: Sonderheft | Commodore 64              | 1992  | 71%   |
| Joker Verlag präsentiert: Sonderheft | Atari ST                  | 1992  | 70%   |
| Joker Verlag präsentiert: Sonderheft | DOS                       | 1992  | 69%   |
| Amiga Computing                      | Amiga                     | 1988  | 58%   |